# أعمال شغب شارع هروشيفسكوهو عام 2014
في 19 يناير 2014، اندلعت مواجهة بين المتظاهرين والشرطة ردًا على قوانين مكافحة الاحتجاج في أوكرانيا (التي أُعلن عنها في 16 يناير 2014 وجرى إقرارها في 21 يناير 2014)، لتعجل بذلك سلسلة من أعمال الشغب التي اندلعت في وسط كييف في شارع هروشيفسكي، خارج ملعب دينامو تزامنًا مع احتجاجات الميدان الأوروبي المستمرة.
خلال مسيرة الميدان الأوروبي التي حشدت نحو 200000 متظاهر، سار المشاركون في المجلس الأعلى الأوكراني وتصدت الشرطة لهم. بعد مواجهة متوترة، بدأت أعمال العنف عندما واجهت الشرطة المتظاهرين. أقام المتظاهرون حواجز لمنع تحرك القوات الحكومية. تأكد مقتل أربعة متظاهرين في اشتباكات مع الشرطة، أُردي ثلاثة منهم بالرصاص.
في 28 يناير 2014، أُلغي 9 من أصل 12 قانونًا مناهضًا للاحتجاج وقدم رئيس الوزراء ميكولا أزاروف استقالته وصدر مشروع قانون بالعفو عن المحتجين المعتقلين والمتهمين وفي 14 فبراير 2014، وافقت الجماعات المسؤولة عن تنظيم المواجهة على فتح الشارع جزئيًا لاستعادة حركة المرور، مع الإبقاء على الحواجز ومواصلة الاحتجاجات المستمرة. بعد العفو عن المتظاهرين في 16 فبراير 2014، انسحبت الشرطة والمتظاهرون وسمحوا بفتح حركة المرور. استمر ذلك حتى 18 فبراير 2014، عندما سار الآلاف إلى البرلمان مرة أخرى، وأعادوا إغلاق شارع هروشيفسكوهو والشوارع المماثلة في مواجهة جديدة مع الشرطة. بحلول 19 فبراير 2014، أُزيلت جميع الحواجز من الشوارع وجرى صد المتظاهرين، على الرغم من استمرار تصاعد الاشتباكات العنيفة في أماكن أخرى في كييف، ما أدى إلى اندلاع ثورة الكرامة.

## المخطط الزمني للأحداث
في 19 يناير، نُظمت مظاهرة حاشدة يوم الأحد، التاسعة على التوالي، والتي شارك فيها نحو 200000 شخص في وسط كييف للاحتجاج على قوانين مكافحة الاحتجاج الجديدة، التي أُطلق عليها اسم «قوانين الديكتاتورية». حضر قادة المعارضة المسيرة، وكانت كذلك أول ظهور علني لتيتيانا تشورنوفول منذ هجومها الذي تزعمه السلطات. تجاهل العديد من المتظاهرين حظر إخفاء الوجه بارتداء أقنعة الحزب، بينما ارتدى آخرون قبعات صلبة وأقنعة واقية من الغاز. طالب زعيم حركة خارج الميدان، دميترو بولاتوف بتسمية مرشح معارض واحد، وهتف الحشد ضد القادة للامتثال لهذا الإجراء. أعلن زعيما حزب كل الأوكرانيين، أرسيني ياتسينيوك وأولكسندر تورتشينوف أنه سيجري إنشاء برلمان بديل جديد.
ناشد نشطاء الميدان الأوروبي الجيش بإعلان «ولائه الرسمي للشعب الأوكراني» بدلًا من «النظام الإجرامي»، وناشدوا أفراد الجيش والشرطة عدم تنفيذ «أوامر جنائية»، وبالأخص في استخدام القوة ضد المدنيين، ووعدوا بإعادة من يجري فصلهم لرفضهم أوامر العنف بمجرد تنصيب حكومة جديدة لأوكرانيا.  حذر قائد البحرية الأوكرانية السابق، الأدميرال إيهور تينيوخ، الذي أقاله الرئيس يانوكوفيتش في عام 2010، من المخاطر التي يشكلها «الانقلاب الذي خططت له السلطات الحالية» ودعا أفراد القوات المسلحة إلى تحدي الأوامر غير القانونية التي التي يدعو القائمون على السلطة لها. نُقل عنه قوله «غدا سيستعبدكم النظام أيضًا. لذلك ندعوكم للوفاء بقسم الولاء العسكري للشعب الاوكراني وليس للسلطات التي خرجت عن المسار».
بدأت الاشتباكات عندما نزل الآلاف إلى البرلمان عبر شارع هروشيفسكوهو، وقوبلوا بقوات الشرطة التي طوقتهم وحاصرتهم بالعديد من السيارات العسكرية والشاحنات الصغيرة والحافلات. حذرت الشرطة عبر مكبر الصوت قائلة: «أعزائي المواطنين، أفعالكم غير قانونية وضد الدولة». حذروا كذلك من أن التقدم على بعد ثلاثة أمتار من الشرطة سيعتبر تهديدًا لحقوق ضباط الشرطة وسيؤدي إلى الرد. تصاعدت التوترات في النهاية، وتبادل الجانبان الرصاص عندما هاجم المتظاهرون حاجز الشرطة مسلحين بالعصي والأنابيب والخوذات وأقنعة الغاز. ردت الشرطة بإطلاق قنابل الصوت والدخان.
رش أحد المتظاهرين زعيم المعارضة فيتالي كليتشكو (الذي حاول تحقيق الهدوء) بطفأة حريق، وصرخ بوجهه: «خائن». بعد ذلك، أظهرت مشاهد تلفزيونية مباشرة متظاهرين يحاولون قلب حافلة تستخدمها الشرطة، والتي أُضرمت النيران فيها لاحقًا بعد إلقاء قنابل حارقة. تجاوز المتظاهرون ثلاث حافلات على الأقل. صُوبت خراطيم المياه المستخدمة لإخماد النيران نحو المتظاهرين؛ وهو استخدام غير قانوني للقوة بسبب درجات الحرارة المتجمدة. في وقت لاحق، استُخدم الرصاص المطاطي ضد المتظاهرين مع اشتعال النيران في المزيد من سيارات الشرطة. بقي نحو 10000 متظاهر بالقرب من ملعب فاليري لوبانوفسكي دينامو بحلول الساعة العاشرة مساءً. مع استمرار الاشتباكات والدخان الذي يملأ الهواء من المركبات المحترقة، أُحرق صف كامل من حافلات الشرطة المستخدمة في الحصار، ومع اقتراب منتصف الليل، كان كل شيء تقريبًا في الساحة المجاورة بملعب دينامو مشتعلًا. تعليقًا على الوضع، صرحت النائبة المعارضة ليسيا أوروبيتستاتد، «بدأت الحرب أخيرًا، ولم تعد القوانين سارية». ذكرت تقارير من لفيف أن المتظاهرين في لفيف وكالوش وإيفانو فرانكيفسك منعوا الوحدات العسكرية من الانتشار في كييف؛ مع وجود وضع مماثل في ريفني، ما أدى إلى عرقلة قوات بيركوت. في وقت لاحق، شكرت قوات لفيف المتظاهرين على عرقلة انتشارهم. بحلول الساعة 3 صباحًا، أغلق نشطاء حركة خارج الميدان جميع الطرق الخارجة من قصر مزيجيريا في يانوكوفيتش. في الصباح الباكر، واصل المتظاهرون في وسط كييف تزويدهم بزجاجات حارقة وتقدموا على طوق الشرطة أثناء تحصين الحواجز الخلفية حيث استمرت الشرطة في استخدام خراطيم المياه وإطلاق الرصاص المطاطي وتشويش إشارات الهاتف الخلوي.
بحلول المساء، رتب فيتالي كليتشكو اجتماعًا ليليًا مع الرئيس فيكتور يانوكوفيتش في قصره الرئاسي في محاولة للمطالبة بانتخابات مبكرة لمنع فتيل الوضع من الاشتعال والتصاعد إلى مزيد من العنف. انتهى الاجتماع بوعد يانوكوفيتش بحل الأزمة مع «ممثلين عن اللجنة الخاصة» (بما في ذلك الرئيس) ومجلس الوزراء والمعارضة السياسية. صعد أرسيني ياتسينيوك إلى منصة نحو الساعة 9:30 مساءً. قال إنه تلقى مكالمة هاتفية من الرئيس تخبره أن الإدارة تريد بدء مفاوضات لإنهاء الأزمة السياسية. يوم الاثنين، 20 يناير، أعلنت نائب حزب الأقاليم، هانا هرمان عن تشكيل اللجنة التي ستجتمع دون الرئيس بقيادة وزير الأمن القومي والدفاع أندريه كليويف. رفض قادة المعارضة المشاركة في اللجنة المقترحة من الحكومة شريطة أن يمتنع الرئيس عنها بنفسه.

## 20 يناير
استمرت الاشتباكات حتى اليوم الثاني، مع بقاء الآلاف في شارع هروشيفسكوهو، من بين المتظاهرين، تواجد 500 في منطقة النزاع عند بوابات ملعب دينامو بالقرب من حديقة مارينسكي، شوهد 200 يشتبكون مع 500 من شرطة مكافحة الشغب دون توقف بعد الظهر. صور راديو ليبرتي شرطة مكافحة الشغب في بيركوت وهم يرشقون المتظاهرين بالحجارة بينما كانوا يقومون بإيماءات فاحشة تجاههم. في وقت لاحق من ذلك اليوم، شكلت مجموعة من المتظاهرين منجنيقًا بارتفاع 8 أقدام لإلقاء الحجارة والمقذوفات الأخرى على صفوف الشرطة. ردًا على ذلك، ألقت الشرطة قنابل يدوية وحجارة وزجاجات حارقة على المتظاهرين. انتشر قناصة الشرطة فوق أسطح المنازل في المنطقة ولكنهم تعرضوا لإطلاق الألعاب النارية والليزر. بحلول الساعة 10:45 مساءً، بلغ عدد المتظاهرين بالقرب من ملعب دينامو 10000 وواصلوا المناوشات مع الآلاف من رجال الشرطة. وفقًا لوزارة الداخلية الأوكرانية، زود ممثلو المعارضة في البرلمان الأوكراني المتظاهرين بأسلحة لمهاجمة الشرطة.

## 21 يناير
خلال ساعات الشفق من 21 يناير، بعد أن دخلت قوانين مكافحة الاحتجاج حيز التنفيذ القانوني، أمر الرئيس يانوكوفيتش بشن «حملة دموية» مع إطلاق الشرطة تحذيرات عبر مكبرات الصوت من أنهم قد يستخدمون الأسلحة. وقع وزير الداخلية فيتالي زاخارشينكو أمرًا تنفيذيًا يسمح باستخدام القوة الجسدية والأجهزة الخاصة والأسلحة النارية.
تلقى المتظاهرون رسائل نصية من مزودي خدماتهم تفيد «عزيزي المشترك، لقد جرى تسجيلك مشاركًا في الاضطرابات الجماعية». رفض المسؤولون عن شركات تقديم الخدمة المسؤولية عن تلك الرسائل، إذ كانت مملوكة لشركات روسية. أشار الخبراء إلى أن الحكومة كانت وراء ذلك.
أبلغ شهود عيان عن وجود مئات «التيتوشكي» المسلحين في المنطقة المجاورة، والذين هاجموا المتظاهرين والمارة، وحطموا المركبات. بحسب ما ورد، نُقل بعض المسلحين إلى المدينة على ظهر شاحنات كبيرة لا تحمل لوحات ترخيص. بعد ذلك بوقت قصير، احتلوا العديد من شوارع وسط مدينة كييف. ظهر فيتالي كليتشكو في شارع فرانكو، وهرب التيتوشكي عند رؤيته. نزع كليتشكو سلاح اثنين منهم واعترفا له بأنهم أُحضِروا إلى المدينة من خيرسون وأُمِروا بتحطيم السيارات وجلب الفوضى إلى المدينة. احتجز نشطاء حركة خارج الميدان العديد من التيتوشكي الآخرين في وسط مدينة كييف الذين اعترفوا بأنهم تلقوا وعدًا بدفع مبلغ 220 هرفينا أوكرانية (27 دولارًا) لتخريب المدينة. انضم عدد من التيتوشكي، الذين اعتقلهم المتظاهرون، إلى قادة المعارضة السياسية وأُحضِروا إلى مقر المعارضة في مبنى نقابة العمال. جرى استجوابهم على الهواء مباشرة، واعترفوا بأفعالهم وعملهم لصالح لحكومة للتحريض على العنف والفوضى. أشير إلى جمع التيتوشكي باسم سفاري تيتوشكي.
واصلت قوات بيركوت إلقاء الزجاجات الحارقة على المتظاهرين. نحو الساعة الرابعة صباحًا، دقت أجراس كاتدرائية سانت مايكل أجراسها في حالة إنذار، كما فعلت ليلة 30 نوفمبر في حملة الشرطة على الميدان. استمرت المواجهة بين المتظاهرين والشرطة حتى الظهر، عندما بدأ وقف إطلاق النار بين نحو 500 ضابط شرطة و 1000 متظاهر وكاهن يقفون داخل الحاجز.